# Base Aérea de Palmachim
A Base Aérea de Palmachim é uma instalação militar israelense e um espaçoporto perto da cidade de Rishon LeZion e Yavne. Recebeu o nome por causa do vizinho kibutz de Palmachim, na costa do Mediterrâneo.
A base é o lar de vários helicópteros da FAI e esquadrões de UAVs, e serve como um local de lançamento de foguetes para o míssil Arrow. Palmachim também é usada para lançar o veículo de lançamento espacial Shavit em órbita retrógrada, lançando sobre o Mediterrâneo. Isto assegura que os restos do foguete caiam na água, e que o foguete não atinja os países próximos a Israel.
Os lançamentos recentes incluem:
- 11 de junho de 2007 - satélite Ofeq 7[2]
- 22 de junho de 2010 - satélite Ofeq 9[3]